# Andover (Massachusetts, statisztikai település)
Andover statisztikai település az USA Massachusetts államában, Essex megyében. Lakosainak száma 9735 fő (2020. április 1.).

## Népesség
A település népességének változása:

| 2010 | 8 762 |
| 2020 | 9 735 |